# Fàbia Major
Fàbia Major (en llatí Fabia) va ser una de les dues filles del patrici Marc Fabi Ambust. Es va casar amb Servi Sulpici Pretextat que era tribú militar l'any 376 aC.
Una vegada que les dues germanes estaven juntes a casa de la germana gran, un lictor es va presentar i va trucar molt fort a la porta anunciant que Servi Sulpici tornava del Fòrum. La germana petita, Fàbia Menor, es va espantar molt dient que no estava acostumada a aquells sorolls, i Fàbia Major la va deixar en ridícul per la seva ignorància. Altres honors que rebia Sulpici van fer que Fàbia Menor sentís enveja de la germana gran. Finalment el marit de la Menor va ser reconegut quan va fer la proclamació de les lleis licínies. En tot cas, la història de l'enveja entre germanes sembla que no té gaire fonament.